# Stéphanie Mörikofer

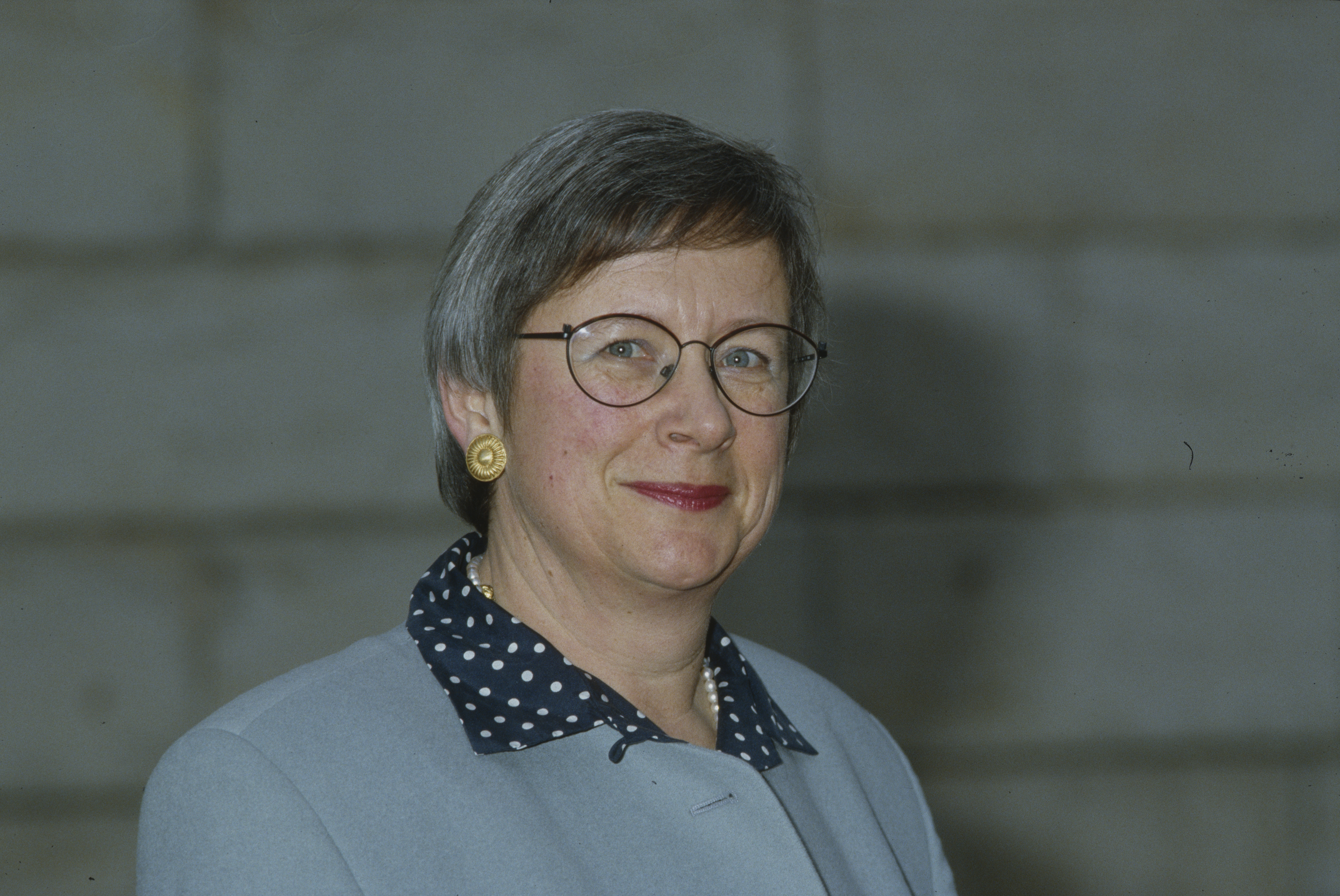
Stéphanie Mörikofer (1992)

Stéphanie Mörikofer-Zwez, geborene Zwez-Irlet (geboren 1943) ist eine Schweizer Biochemikerin und FDP-Politikerin.  

## Leben
Stéphanie Mörikofer studierte nach der Matura an der ETH Zürich Biochemie. 1970 doktorierte sie an der Universität Bern. Anschliessend arbeitete sie für drei Jahre als Chemielehrerin an der Kantonsschule Schaffhausen und dozierte später an der Universität Basel. 1985 legte sie ihre Habilitationsschrift vor. Sie ist mit Oskar Mörikofer (FDP) verheiratet und hat zwei Kinder und vier Enkelkinder. Das Paar lebt in Kaiseraugst. Ihre jüngere Schwester ist die Kunstkritikerin, Publizistin und Kuratorin Annelise Zwez.

## Politische Tätigkeit
Mörikofer trat 1973 in die FDP ein. Ihr Weg führte sie 1985 in den Grossen Rat des Kantons Aargau und schliesslich 1993 als erste Frau in den Aargauer Regierungsrat. Bis 1999 leitete sie das Gesundheitsdepartement. Danach übernahm sie das Finanzdepartement. 2000 wurde sie abgewählt.
Von 2002 bis 2011 war sie Präsidentin des Spitex Verbands Schweiz und von 2002 bis 2008 Präsidentin der Schweizerischen Diabetesgesellschaft.